# Сен-Поль-Труа-Шато
Сен-Поль-Труа-Шато (окс. Sant Pau Tres Castèus, фр. Saint-Paul-Trois-Châteaux) — город и коммуна во Франции. Входит в состав одноимённого кантона, являясь его административным центром. Кантон в свою очередь является частью департамента Дром, относящегося к региону Рона — Альпы.

## Этимология
Изначально населённый пункт был известен под названием Augusta tricast(r)inorum, но в четвёртом веке был переименован в честь святого Павла. Вторая часть современного названия города — Trois-Châteaux (три замка), возникла в результате неправильного перевода и интерпретации старого названия: Saint-Paul-en-Tricastin, где Tricastin было воспринято как сокращение от латинского Tricastinorum (три замка), но в действительности это слово происходит от названия местного кельто-лигурийского племени трикастинов (лат. Tricastini).

## Символика
Герб коммуны и города: в лазурном поле щита старофранцузский формы серебряный замок типа донжон с тремя башнями, из коих средняя выше крайних, с черными швами кладки. Девиз: «Tricastinensis civitas» (город трикастинов)

## География
Город расположен на юго-востоке Франции, в северо-западном Провансе, на стыке южной границы региона Рона — Альпы с регионами Прованс — Альпы — Лазурный Берег и Лангедок — Руссильон, в географической области Трикастен. Находится на западном берегу крупного канала Роны — Донзер-Мондрагон, напротив атомной электростанции Трикастен.
Граничит:
- на севере — с коммуной Ла-Гард-Адемар (фр. La Garde-Adhémar);
- на западе — с коммуной Пьерлат (фр. Pierrelatte);
- на северо-востоке — с коммуной Клансай (фр. Clansayes);
- на востоке и юго-востоке —  с коммуной Сен-Реститю (фр. Saint-Restitut);
- на юге — с коммуной Боллен департамента Воклюз.

## Администрация
| Период занимания должности | Имя                 | Политическая принадлежность |
| -------------------------- | ------------------- | --------------------------- |
| с 1959 года по 1989 год    | Марсель Гони        |                             |
| с 1989 года по 2001 год    | Мишель Эскалон      | Социалистическая партия     |
| с 2001 года по 2008 год    | Клод Жерфо          | Союз за народное движение   |
| с 2008 года                | Жан-Мишель Катлинуа | Социалистическая партия     |

## Население
| 1793 г.                        | 1800 г. | 1806 г. | 1821 г. | 1831 г. | 1836 г. | 1841 г. | 1846 г. | 1851 г. | 1856 г. |
| ------------------------------ | ------- | ------- | ------- | ------- | ------- | ------- | ------- | ------- | ------- |
| 2040                           | 1505    | 1962    | 1633    | 1982    | 2071    | 2183    | 2085    | 2192    | 2227    |
| Гистограмма динамики населения |         |         |         |         |         |         |         |         |         |

| 1861 г.                        | 1866 г. | 1872 г. | 1876 г. | 1881 г. | 1886 г. | 1891 г. | 1896 г. |
| ------------------------------ | ------- | ------- | ------- | ------- | ------- | ------- | ------- |
| 2516                           | 2558    | 2315    | 2290    | 2250    | 2500    | 2427    | 2557    |
| Гистограмма динамики населения |         |         |         |         |         |         |         |

| 1901 г.                        | 1906 г. | 1911 г. | 1921 г. | 1926 г. | 1931 г. | 1936 г. | 1946 г. |
| ------------------------------ | ------- | ------- | ------- | ------- | ------- | ------- | ------- |
| 2185                           | 1879    | 1973    | 1528    | 1558    | 1480    | 1485    | 1270    |
| Гистограмма динамики населения |         |         |         |         |         |         |         |

| 1954 г.                        | 1962 г. | 1968 г. | 1975 г. | 1982 г. | 1990 г. | 1999 г. | 2006 г. |
| ------------------------------ | ------- | ------- | ------- | ------- | ------- | ------- | ------- |
| 1679                           | 2213    | 4350    | 4349    | 6412    | 6789    | 7277    | 8214    |
| Гистограмма динамики населения |         |         |         |         |         |         |         |

По численности населения на 2006 год коммуна занимала 9 место в департаменте. Существенная часть жителей города работает на расположенной недалеко АЭС, в основном это приезжие, которые поселились на территории коммуны после начала строительства электростанции. Среди коренного населения традиционно преобладают фермеры и различные ремесленники.

## Города-побратимы
- Трекате (с 2003 года)
- Эльтман (с 1975 года)

## Известные уроженцы
- Пьер Помье (фр. Pierre Pommier) — политик, депутат Национального собрания от департамента Воклюз.